# Haagská úmluva
Haagská úmluva (Úmluva na ochranu kulturních statků za ozbrojeného konfliktu, francouzsky Convention pour la protection des biens culturels en cas de conflit armé, anglicky Convention for the Protection of Cultural Property in the Event of Armed Conflict) je mezinárodní smlouva mající za cíl zajistit mezinárodně přijatelné podmínky ochrany kulturních statků při probíhajícím ozbrojeném konfliktu (definovaném Haagskými úmluvami) přijatá roku 1954 na konferenci v Haagu podle podnětu UNESCO. Úmluva vešla v platnost 7. srpna 1956, přičemž k roku 2018 měla 133 ratifikantů. Spolu s úmluvou byly přijaty dva protokoly, první 14. května 1954 a druhý 26. března 1999.
Z této úmluvy vychází značení kulturních statků znakem tzv. Modrého štítu.
Československo k úmluvě přistoupilo 30. září 1956 (Česko potvrdilo závazky jako nástupnický stát 26. března 1993).

## Historie
Haagská úmluva z roku 1954 vychází ze zkušeností druhé světové války a nepříliš uspokojivého nakládání s kulturními statky během ní. Již Haagská úmluva o zákonech a obyčejích pozemní války (z konference 1899 a mírně pozměněná roku 1907) v článcích 27 a 56 zakotvila první zásady o zacházení s kulturními statky v mezinárodním humanitárním právu. Původem ruský malíř Nikolaj Rerich již od konce 19. století se problémem zabýval a po zkušenostech z první světové války v Rusku dokončil myšlenku v rámci tzv. Roerichova (Washingtonského) paktu, který byl přijat jako mezinárodní smlouva Panamerickou unií (signatářů bylo 21 amerických států). Na oba prameny se i Haagská úmluva z roku 1954 odkazuje.

## Obsah úmluvy a protokolů

### Úmluva na ochranu kulturních statků

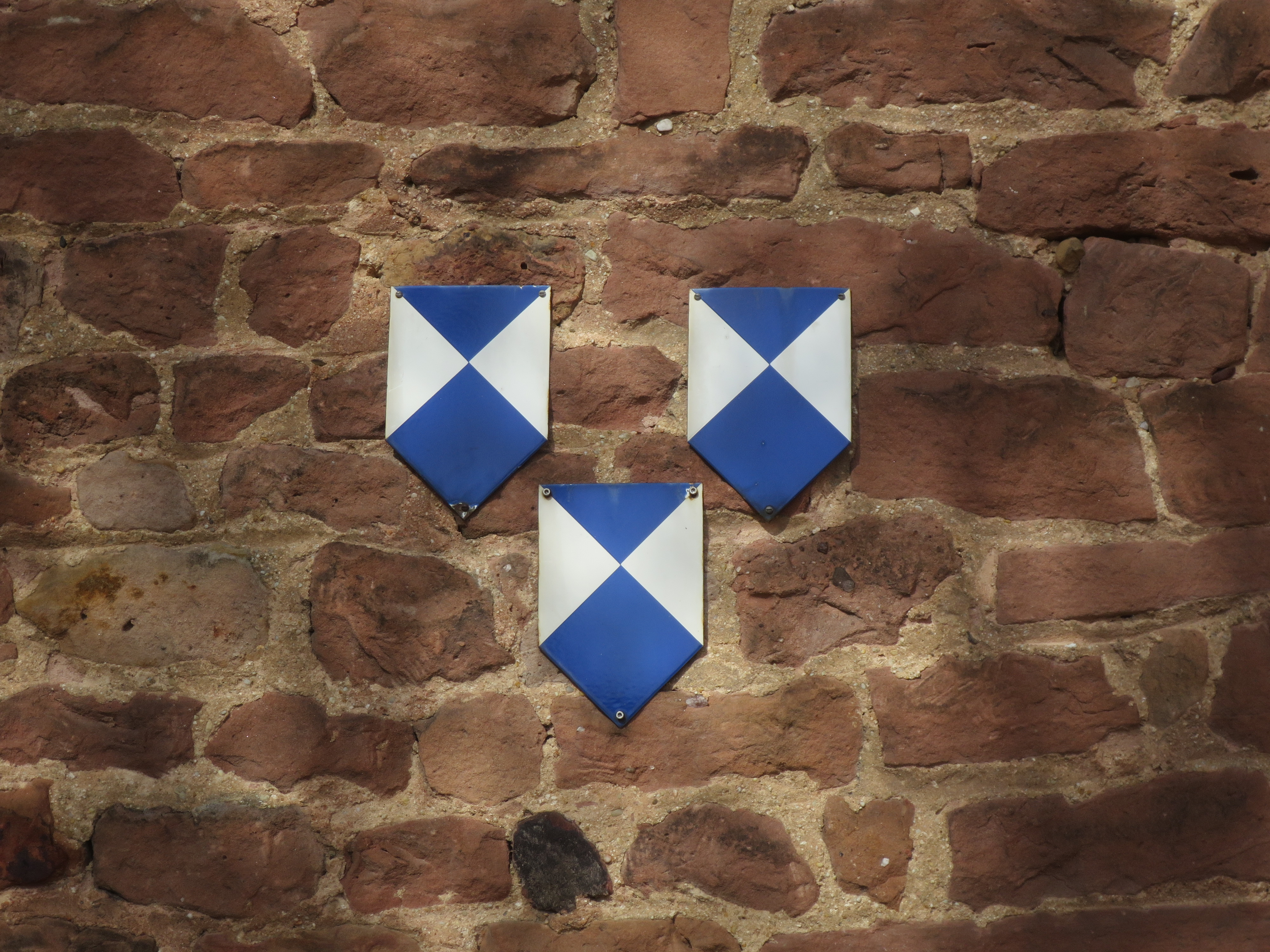
Značení třemi modrými štíty památky pod zvláštní ochranou (klášter Limburg, Německo)

Vlastní úmluva se skládá ze sedmi hlav (kapitol) a dohromady 40 článků, k ní patří prováděcí řád (IV hlavy a 21 články).
Úmluva definuje kulturní statky, které mají být chráněny bez ohledu na vlastnictví a původ. Kulturní statek může být jak movitý tak nemovitý, mohou to být je památky architektonické, umělecké nebo historické. Památky jsou církevní a světské. Budovy, skupiny budov i archeologické lokace, sbírky uměleckých děl, rukopisů, knih a dalších. Vedle toho mají být chráněny budovy chránící památky – depozitáře, muzea, knihovny, archivy a válečné kryty. Konečně i centra či střediska kulturních památek.
Úmluva zavazuje smluvní strany, aby respektovaly kulturní statky jak na svém území, tak na území ostatních smluvních stran, odvetná opatření nemají být vedena proti památkám. Naopak v případě okupace musí okupující strana umožnit zajišťování památek ze strany úřadů okupovaného státu, v případě nutnosti musí podniknout i okupující strana kroky k uchování památek cizí strany.
Vedle prosté ochrany, které se těší všechny kulturní statky, zavádí úmluva (hlava II) ještě „zvláštní ochranu“ (special protection, protection spéciale), tyto jsou evidovány v Mezinárodním rejstříku kulturních statků pod zvláštní ochranou.
V následujících hlavách je upravena ochrana transportu památek a personálu.

### První protokol
Protokol (resp. první protokol) byl přijat již s úmluvou (14. května 1954) a měl zabránit rabování a vyvážení kulturních statků ve válečném konfliktu.

### Druhý protokol

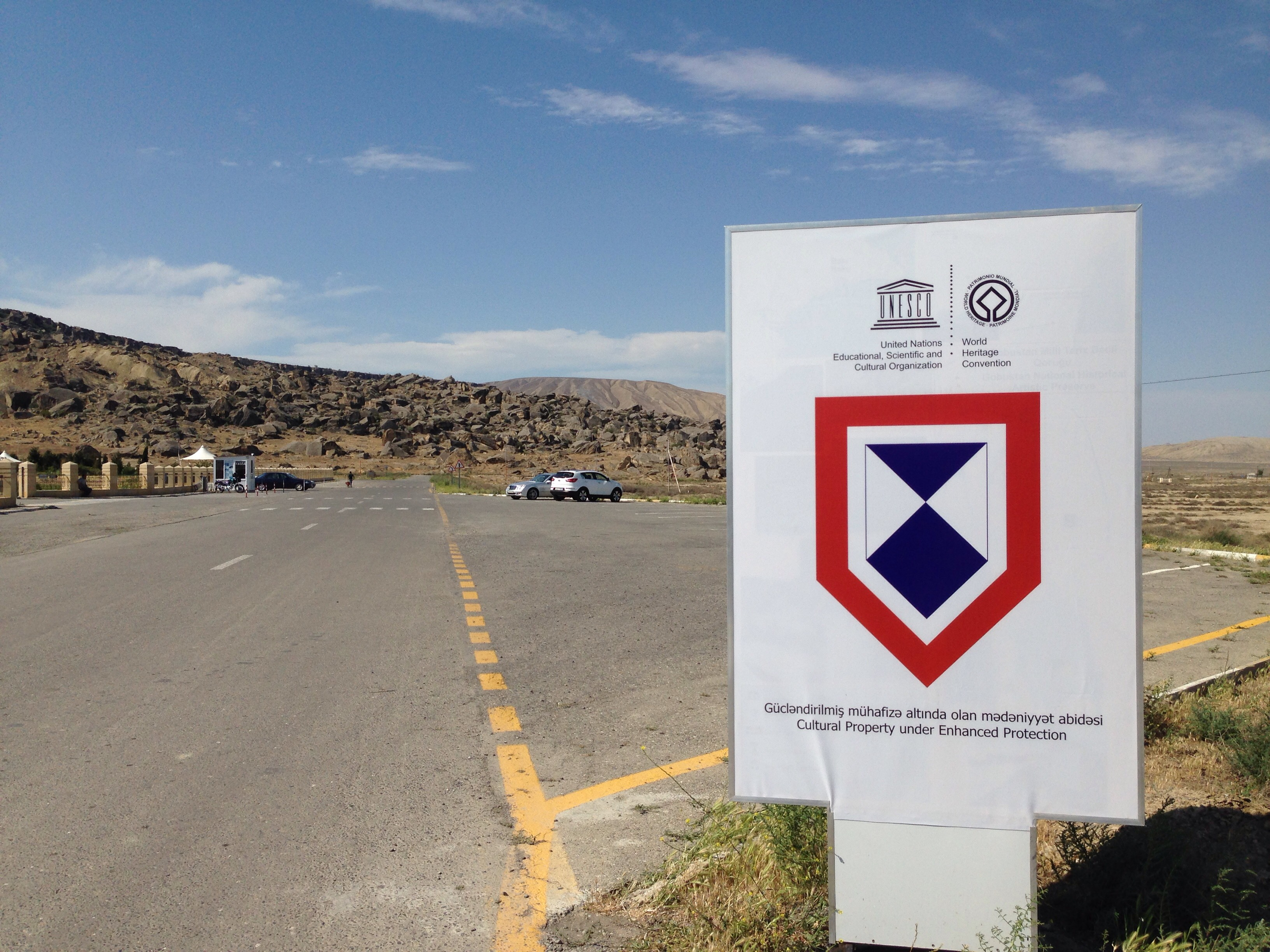
Značení místa pod zvýšenou ochranou (Qobustan, Ázerbájdžán)

Druhý protokol byl přijat 26. března 1999 a snaží se vypořádat s vývojem humanitárního práva od roku 1954. Rozšiřuje ochranu jednak přidáním sankcí a vyjasnění kriminálních odpovědnosti za porušení respektu k památkám. Zavádí také nový stupeň ochrany, „zvýšená ochrana“ (enhanced protection, protection renforcée), která je též evidována mezinárodně.

## Znění úmluvy
- Convention for the Protection of Cultural Property in the Event of Armed Conflict with Regulations for the Execution of the Convention 1954 (anglicky na stránkách UNESCO)
- vyhláška ministra zahraničních věcí č. 94/1958 Sb., o Úmluvě na ochranu kulturních statků za ozbrojeného konfliktu a Protokolu k ní
- sdělení č. 71/2007 Sb. m. s., Ministerstva zahraničních věcí o sjednání Druhého protokolu k Haagské úmluvě na ochranu kulturních statků za ozbrojeného konfliktu z roku 1954